# Alice Meynell

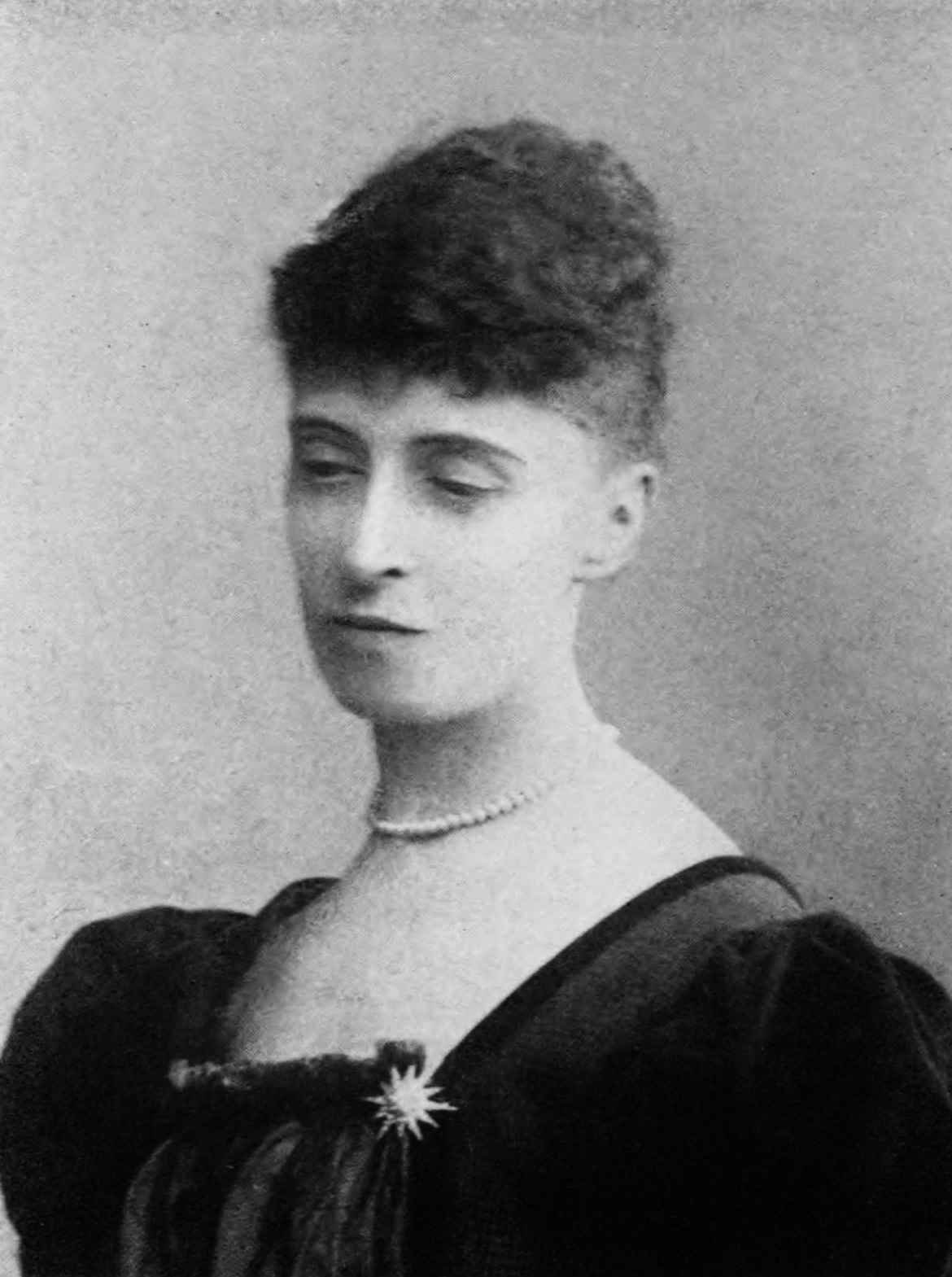
Meynell (1912)

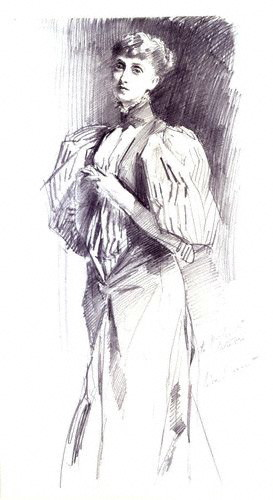
Alice Meynell 1894, von John Singer Sargent

Alice Christiana Gertrude Meynell, geborene Thompson (* 11. Oktober 1847 in London; † 27. November 1922 ebenda), war eine englische Dichterin, Schriftstellerin und Literaturkritikerin.
Sie wuchs teilweise in Frankreich und Italien auf und wurde von ihrem Vater unterrichtet. Ihr erster Gedichtband Preludes erschien 1875, illustriert von ihrer Schwester Elizabeth Thompson, fand damals wenig Aufmerksamkeit, wurde aber von John Ruskin gelobt. Weitere Gedichtbände, die mehr Aufmerksamkeit fanden, erschienen 1893 und 1901. Alice Thompson konvertierte mit ihrer Familie zum katholischen Glauben, als sie 21 Jahre alt war, und heiratete 1876 den katholischen Zeitungsherausgeber Wilfrid Meynell (1852–1948). Aus der Ehe gingen acht Kinder hervor, darunter Monica Meynell, der Thompson sein Gedicht The Poppy widmete, Everard Meynell, der Biograph von Francis Thompson, und die Schriftstellerin Viola Meynell. Mit Wilfrid Meynell gab sie die katholische Zeitschrift The Merry England heraus.
Alice Meynell schrieb regelmäßig für Zeitschriften wie The Spectator, The Saturday Review, die Pall Mall Gazette, den National Observer und Kunstzeitschriften. Neben Gedichtbänden veröffentlichte sie Essays, eine Biographie von John Ruskin und über die Maler John Singer Sargent und William Holman Hunt. Das Ehepaar unterstützte den Dichter Francis Thompson, dessen Gedichte sie herausgab. Sie gab auch Gedichtbände von Thomas Gordon Hake und des mit ihr befreundeten Coventry Patmore heraus. 1897 erschien ihre Lyrik-Anthologie Flower of the mind.
Alice Meynell war auch politisch engagiert (gegen Kolonialismus und für Frauenrechte).